# Tavidlo
Jako tavidlo se v metalurgii označuje chemická látka, jejímž úkolem je působit jako čistidlo při tvrdém či měkkém pájení nebo při svařování, s cílem odstranit zoxidované kovy z míst, která se spojují. Mezi běžně používaná tavidla patří chlorid amonný nebo kalafuna pro pájení cínovou pájkou, kyselina chlorovodíková nebo chlorid zinečnatý pro pájení pozinkované oceli (nebo jiných zinkových povrchů), a borax pro tvrdé pájení či svařování železných kovů. Různá tavidla, většinou založená na chloridu sodném, chloridu draselném a na fluoridech, např. fluoridu sodném, se používají ve slévárnách k odstraňování nečistot z roztavených neželezných kovů, například z hliníku, a pro přidávání požadovaných stopových prvků, např. titanu.
Při procesu vysokoteplotního spojování kovů (pájení a svařování) je primárním účelem tavidla zabránit oxidaci základního a výplňového materiálu. Pájka (např. cín-olovo) velmi dobře přilne k mědi, ale velmi špatně k jejím oxidům, které se při teplotách používaných při pájení rychle tvoří. Tavidlo je látka, která je při pokojové teplotě téměř netečná, ale při zvýšených teplotách se stává silně redukční a brání tak tvorbě oxidů kovů. Navíc tavidlo umožňuje, aby pájka snadno tekla po pájených površích, místo aby tvořila kuličky, jak by se jinak dělo.